# بخش کنکورد (شهرستان دلاور، اوهایو)
بخش کنکورد (به انگلیسی: Concord Township) یک منطقهٔ مسکونی در ایالات متحده آمریکا است که در شهرستان دلاویر، اوهایو واقع شده‌است.
 بخش کنکورد ۵۷٫۸ کیلومتر مربع مساحت و ۹٬۲۹۴ نفر جمعیت دارد و ۲۸۱ متر بالاتر از سطح دریا واقع شده‌است.